# Tren Ligero de Newark
El metro ligero de Newark (Newark Light Rail en inglés) es un sistema de metro ligero que sirve a la zona de Newark, Nueva Jersey. La red se compone de dos sistemas, el Metro de Newark original y la extensión a la estación de Broad Street. La red combinada fue oficialmente inaugurada el 17 de julio de 2006.

## Metro y metro ligero
El metro comenzó originalmente como una línea subterránea en el centro de Newark donde convergían varias rutas de tranvía. Hasta 2001 se explotaba con trenes de metro, pero fueron sustituidos por unidades de metro ligero. El recorrido del túnel por debajo del canal de Morris fue abandonado tras la construcción de una línea de ferrocarril. El túnel se construyó entre noviembre de 1929 y octubre de 1934.
La ampliación llegó en 2006, en forma de metro ligero que discurre por las calles, unido al tramo anterior. Actualmente se plantea que la línea pueda ser ampliada hasta el aeropuerto de Newark.

### Túnel
La circulación por el túnel tiene una de las velocidades comerciales más altas de Estados Unidos.

## Historia
- 18 de noviembre de 1929: Comienza la construcción
- 3 de octubre de 1934: Se inaugura el tramo Avenida de Warren - Parkway de Heller (ahora cerrado)
- 20 de junio de 1937: Se inaugura el tramo Avenida de Warren - Estación De Penn
- 22 de noviembre de 1940: Se inaugura el tramo Parkway de Heller - St de la Arboleda
- 17 de julio de 2006: Se inaugura la ampliación